# Sukumar
Sukumar (in telugu సుకుమార్), pseudonimo di Bandreddi Sukumar (11 gennaio 1970), è un regista indiano.
È uno dei registi più pagati del cinema indiano.